# Морнінг (вулкан)
Морнінг (англ. Mount Morning) — щитовий вулкан куполоподібної форми, висотою 2725 м, розташований на південний схід від південного краю хребта Королівського товариства в Землі Вікторії на північно-східному узбережжі Антарктиди, на західному узбережжі моря Росса за 36 км на південний-захід від вулкана Діскавери і на південний-схід від льодовика Коетлайтз.

## Загальні відомості

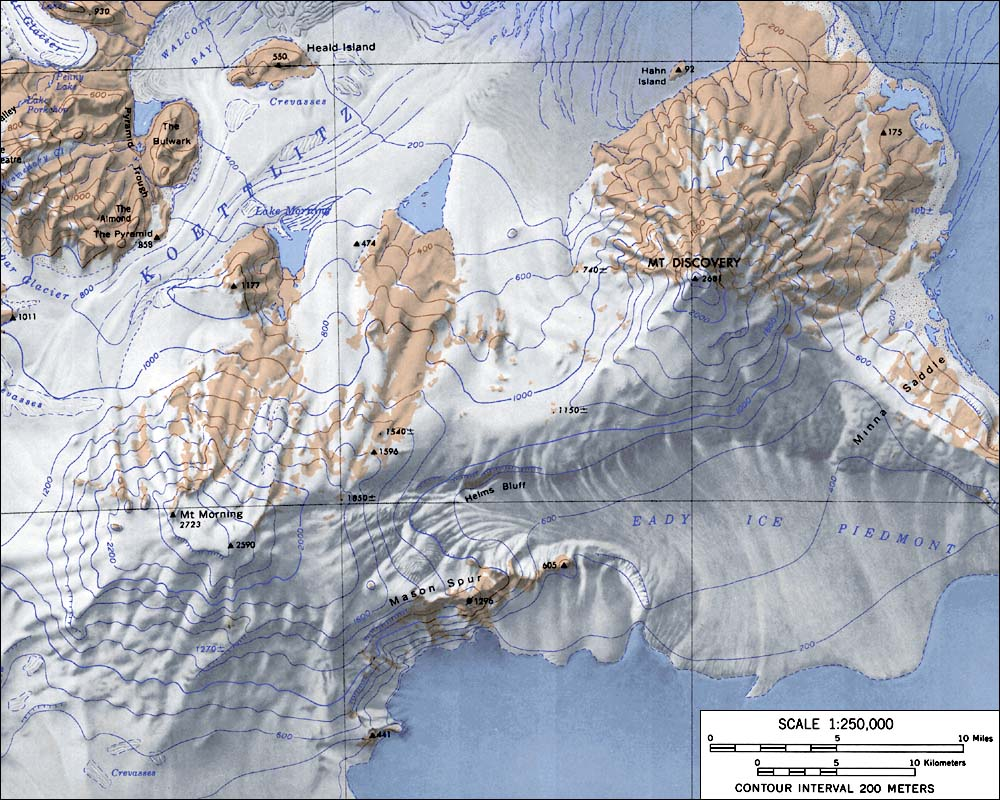
Топографічна мапа вулканів Морнінг і Діскавери (масштаб 1:250,000)

Вулкан був відкритий Британською національною антарктичною експедицією (1901–1904) Роберта Скотта і названий на честь допоміжного експедиційного судна — «Морнінг».
Вершину вулкана вінчає кальдера розмірами 4,9х4,1 км, і численні паразитичні куполи лави і конуси шлаку. Останні прояви вулканізму, калій-аргоновим методом були датовані приблизно в 1,0—1,2 мільйона років, нарівні з цим, загальний вік вулкана становить більш як 14 мільйонів років (майже втричі старіший за вулкан Діскавери), що робить його одним із найстаріших вулканів цього регіону.
Льодовик Морнінг (англ. Morning Glacier, 78°27′ пд. ш. 163°45′ сх. д. / 78.450° пд. ш. 163.750° сх. д.) — льодовик, розташований на північно-східному схилі вулкана Морнінг і названий його іменем.